# Peizerwold
Peizerwold (Drents: Paaizerwold) is een buurtschap in de gemeente Noordenveld, in de Nederlandse provincie Drenthe. Het is direct ten noorden van Peize gelegen en valt formeel ook onder die gemeente. Lokaal spreekt men kortweg ook wel van Het Wold.
Peizerwold ligt aan de N372, tussen Peize en Peizermade.
Het wordt soms ook wel een wegdorp genoemd. Omdat het zo goed als vastligt aan het dorp Peize heeft het een aantal voorzieningen, zoals een bakker en een restaurant. De restbewoning bestaat voornamelijk uit boerderijen.
Aan de westkant loopt tevens het Peizerdiep.

## Geschiedenis
Het veenmoerasgebied werd in de 12e eeuw al ontgonnen. De buurtschap dankt haar naam waarschijnlijk aan het feit dat dit bij een bos nabij Peize was gelegen. Veel bewoning is er nooit geweest in het gebied. In 1840 bestond Peizerwold uit 12 boerderijen waarin 68 inwoners zich huisvestte. In 1865 werd de buurtschap vermeld als Peizerwolde. 
Langs de westkant van de hoofdweg van Peizerwold heeft er van 1913 tot 1985 een goederenspoorlijn gelopen. Over dit spoor was er tot 1948 ook personenvervoer.

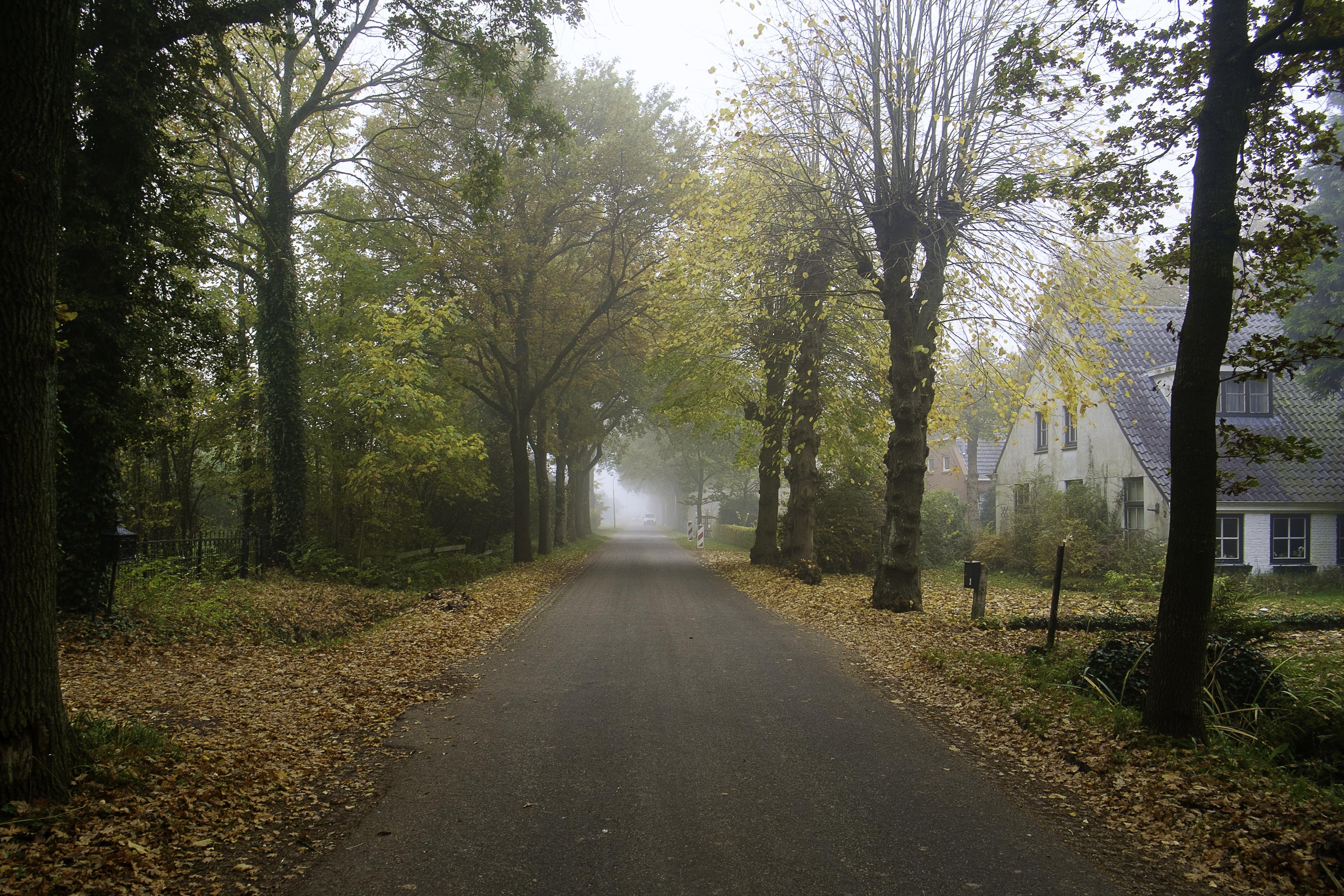
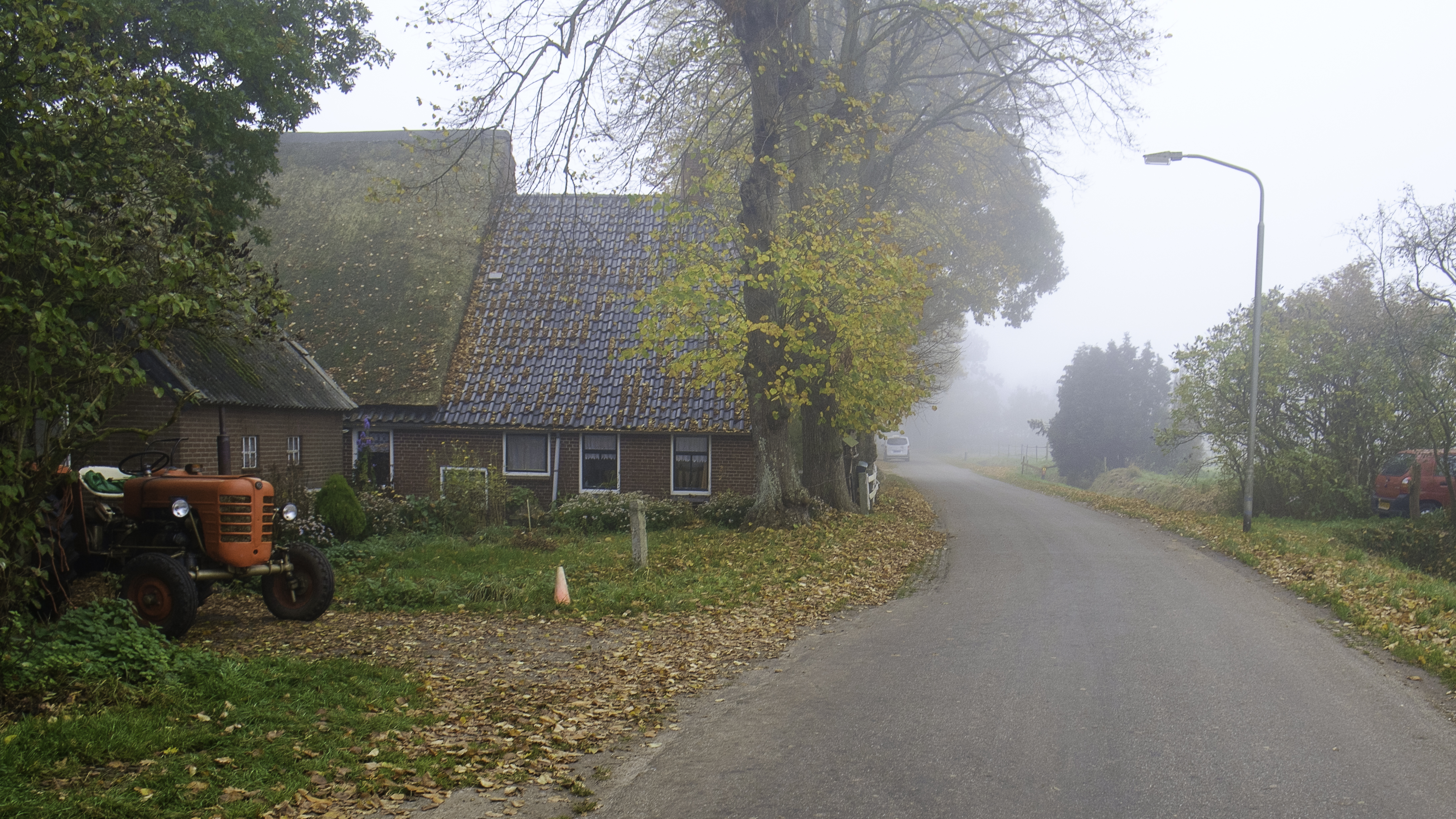